# Championnat d'Argentine de football 1980
Navigation
Saison précédente Saison suivante
La saison 1980 du Championnat d'Argentine de football était la 50e édition professionnelle de la première division argentine.
La saison argentine comporte 2 championnats. Dans le championnat Metropolitano, les 19 clubs sont regroupés en une poule unique où chaque formation rencontre deux fois tous ses adversaires, à domicile et à l'extérieur. Le championnat Nacional regroupe les mêmes clubs ainsi que les 11 meilleurs clubs des championnats régionaux, les équipes sont réparties en 4 poules où elles s'affrontent deux fois. Les deux premiers de chaque poule participent à la phase finale pour le titre. Il peut donc y avoir 2 champions par saison.
Cette saison voit la victoire du River Plate, dans le championnat Metropolitano. C'est le 20e titre de champion de son histoire. Le championnat Nacional voit la victoire finale du Rosario Central, sacré pour la 3e fois.

## Les 19 clubs participants
| \| Bs Aires La Plata Santa Fe Rosario Córdoba \| Villes représentées lors de la saison 1980 (Championnat Metropolitano) |
| Bs Aires La Plata Santa Fe Rosario Córdoba                                                                              |

- Boca Juniors
- San Lorenzo de Almagro
- River Plate
- Racing Club
- Independiente
- Rosario Central
- Huracán
- Quilmes
- Ferro Carril Oeste
- Vélez Sársfield
- Argentinos Juniors
- Estudiantes (La Plata)
- Newell's Old Boys (Rosario)
- All Boys
- Unión (Santa Fe)
- Platense
- Colón (Santa Fe)
- Tigre - Promu de Segunda División
- Talleres (Córdoba) - Affilié à l'AFA

## Première phase

### Championnat Metropolitano
Tous les classements sont établis en utilisant le barème suivant :
- Victoire : 2 points
- Match nul : 1 point
- Défaite, forfait ou abandon : 0 point

| Rang | Équipe                      | Pts | J  | G  | N  | P  | Bp | Bc | Diff |
| ---- | --------------------------- | --- | -- | -- | -- | -- | -- | -- | ---- |
| 1    | River Plate T               | 51  | 36 | 20 | 11 | 5  | 64 | 33 | +31  |
| 2    | Argentinos Juniors          | 42  | 36 | 13 | 16 | 7  | 57 | 48 | +9   |
| 3    | Talleres (Córdoba) P        | 41  | 36 | 12 | 17 | 7  | 58 | 43 | +15  |
| 4    | Platense                    | 41  | 36 | 12 | 17 | 7  | 36 | 30 | +6   |
| 5    | Unión (Santa Fe)            | 39  | 36 | 16 | 7  | 13 | 49 | 44 | +5   |
| 6    | Newell's Old Boys (Rosario) | 38  | 36 | 12 | 14 | 10 | 54 | 35 | +19  |
| 7    | Boca Juniors                | 38  | 36 | 12 | 14 | 10 | 43 | 47 | -4   |
| 8    | Huracán                     | 37  | 36 | 11 | 15 | 10 | 58 | 50 | +8   |
| 9    | Rosario Central             | 37  | 36 | 11 | 15 | 10 | 43 | 41 | +2   |
| 10   | Racing Club                 | 36  | 36 | 9  | 18 | 9  | 35 | 34 | +1   |
| 11   | Colón (Santa Fe)            | 36  | 36 | 13 | 10 | 13 | 41 | 49 | -8   |
| 12   | Estudiantes (La Plata)      | 36  | 36 | 10 | 16 | 10 | 34 | 43 | -9   |
| 13   | Ferro Carril Oeste          | 35  | 36 | 11 | 13 | 12 | 55 | 50 | +5   |
| 14   | Independiente               | 35  | 36 | 11 | 13 | 12 | 45 | 49 | -4   |
| 15   | Vélez Sársfield             | 35  | 36 | 11 | 13 | 12 | 35 | 42 | -7   |
| 16   | San Lorenzo de Almagro      | 33  | 36 | 9  | 15 | 12 | 39 | 43 | -4   |
| 17   | Quilmes                     | 30  | 36 | 6  | 18 | 12 | 37 | 44 | -7   |
| 18   | All Boys                    | 23  | 36 | 3  | 17 | 16 | 29 | 56 | -27  |
| 19   | Tigre P                     | 21  | 36 | 5  | 11 | 20 | 38 | 69 | -31  |

|  | Qualification pour la Copa Libertadores 1981      |
|  | Relégation directe en Segunda Division            |
|  | T : Tenant du titre P : Promu de Segunda Division |

## Deuxième phase

### Championnat Nacional
| \| Bs Aires La Plata Rosario Santa Fe Córdoba Tucumán Salta Jujuy Mar del Plata Mendoza Bda. Río Salí Resistencia Cipolletti \| Villes représentées lors de la saison 1980 (Championnat Nacional) |
| Bs Aires La Plata Rosario Santa Fe Córdoba Tucumán Salta Jujuy Mar del Plata Mendoza Bda. Río Salí Resistencia Cipolletti                                                                         |

Tous les clubs ayant participé au championnat Metropolitano (excepté les 2 derniers) et les 11 meilleures équipes régionales sont réparties en quatre poules où les clubs s'affrontent deux fois, à domicile et à l'extérieur. Les deux premiers de chaque poule sont qualifiés pour la phase finale pour le titre.

#### Poule A
| Rang | Équipe                     | Pts | J  | G | N | P | Bp | Bc | Diff |
| ---- | -------------------------- | --- | -- | - | - | - | -- | -- | ---- |
| 1    | Rosario Central            | 17  | 14 | 7 | 3 | 4 | 24 | 13 | +11  |
| 2    | Racing (Córdoba)           | 17  | 14 | 8 | 1 | 5 | 20 | 15 | +5   |
| 3    | Estudiantes (La Plata)     | 16  | 14 | 6 | 4 | 4 | 27 | 17 | +10  |
| 4    | Vélez Sársfield            | 14  | 14 | 5 | 4 | 5 | 23 | 21 | +2   |
| 5    | Gimnasia y Esgrima (Jujuy) | 14  | 14 | 4 | 6 | 4 | 20 | 24 | -4   |
| 6    | Racing Club                | 11  | 14 | 4 | 3 | 7 | 24 | 31 | -7   |
| 7    | Atlético Tucumán           | 9   | 14 | 3 | 3 | 8 | 15 | 30 | -15  |

|  | Qualification pour la phase finale |

#### Poule B
| Rang | Équipe                      | Pts | J  | G | N | P  | Bp | Bc | Diff |
| ---- | --------------------------- | --- | -- | - | - | -- | -- | -- | ---- |
| 1    | Argentinos Juniors          | 20  | 14 | 9 | 2 | 3  | 35 | 21 | +14  |
| 2    | Unión (Santa Fe)            | 17  | 14 | 8 | 1 | 5  | 19 | 17 | +2   |
| 3    | Talleres (Córdoba) P        | 16  | 14 | 6 | 4 | 4  | 24 | 12 | +12  |
| 4    | Huracán                     | 14  | 14 | 6 | 2 | 6  | 26 | 25 | +1   |
| 5    | Boca Juniors                | 12  | 14 | 4 | 4 | 6  | 17 | 22 | -5   |
| 6    | San Martín (Mendoza)        | 12  | 14 | 3 | 6 | 5  | 14 | 27 | -13  |
| 7    | San Lorenzo (Mar del Plata) | 8   | 14 | 4 | 0 | 10 | 18 | 26 | -8   |

|  | Qualification pour la phase finale |
|  | P : Promu de Segunda Division      |

#### Poule C
| Rang | Équipe                        | Pts | J  | G | N | P  | Bp | Bc | Diff |
| ---- | ----------------------------- | --- | -- | - | - | -- | -- | -- | ---- |
| 1    | Newell's Old Boys (Rosario)   | 20  | 14 | 8 | 4 | 2  | 21 | 12 | +9   |
| 2    | Independiente                 | 19  | 14 | 8 | 3 | 3  | 26 | 11 | +15  |
| 3    | Ferro Carril Oeste            | 17  | 14 | 6 | 5 | 3  | 18 | 10 | +8   |
| 4    | Atlético Concepcion (Tucumán) | 14  | 14 | 6 | 2 | 6  | 15 | 18 | -3   |
| 5    | Quilmes                       | 11  | 14 | 5 | 1 | 8  | 15 | 17 | -2   |
| 6    | Central Norte (Salta)         | 10  | 14 | 3 | 4 | 7  | 11 | 25 | -14  |
| 7    | Chaco For Ever (Chaco)        | 7   | 14 | 3 | 1 | 10 | 15 | 30 | -15  |

|  | Qualification pour la phase finale |

#### Poule D
| Rang | Équipe                            | Pts | J  | G | N | P | Bp | Bc | Diff |
| ---- | --------------------------------- | --- | -- | - | - | - | -- | -- | ---- |
| 1    | Instituto (Córdoba)               | 18  | 14 | 6 | 6 | 2 | 22 | 15 | +7   |
| 2    | River Plate T                     | 17  | 14 | 8 | 1 | 5 | 30 | 16 | +14  |
| 3    | Platense                          | 17  | 14 | 7 | 3 | 4 | 25 | 14 | +11  |
| 4    | San Lorenzo de Almagro            | 14  | 14 | 6 | 2 | 6 | 17 | 17 | 0    |
| 5    | Colón (Santa Fe)                  | 14  | 14 | 6 | 2 | 6 | 15 | 20 | -5   |
| 6    | Cipolletti (Rio Negro)            | 12  | 14 | 4 | 4 | 6 | 14 | 21 | -7   |
| 7    | Independiente Rivadavia (Mendoza) | 5   | 14 | 0 | 5 | 9 | 8  | 31 | -23  |

|  | Qualification pour la phase finale |
|  | T : Tenant du titre                |

#### Phase finale
|  | Quarts de finale | Quarts de finale            | Quarts de finale  | Quarts de finale  |                  |                  | Demi-finales | Demi-finales | Demi-finales | Demi-finales |  |  | Finale | Finale | Finale | Finale |
|  |                  |                             |                   |                   |                  |                  |              |              |              |              |  |  |        |        |        |        |
|  |                  |                             |                   |                   |                  |                  |              |              |              |              |  |  |        |        |        |        |
|  |                  |                             |                   |                   |                  |                  |              |              |              |              |  |  |        |        |        |        |
|  | 1er A            | Rosario Central             | 2                 | 1                 |                  |                  |              |              |              |              |  |  |        |        |        |        |
|  | 1er A            | Rosario Central             | 2                 | 1                 |                  |                  |              |              |              |              |  |  |        |        |        |        |
|  | 2e B             | Unión (Santa Fe)            | 0                 | 2                 |                  |                  |              |              |              |              |  |  |        |        |        |        |
|  | 2e B             | Unión (Santa Fe)            | 0                 | 2                 | Rosario Central  | Rosario Central  | 3            | 0            |              |              |  |  |        |        |        |        |
|  |                  |                             |                   |                   | Rosario Central  | Rosario Central  | 3            | 0            |              |              |  |  |        |        |        |        |
|  |                  |                             | Newell's Old Boys | Newell's Old Boys | 0                | 1                |              |              |              |              |  |  |        |        |        |        |
|  | 2e D             | River Plate                 | Newell's Old Boys | Newell's Old Boys | 0                | 1                | 3            | 2            |              |              |  |  |        |        |        |        |
|  | 2e D             | River Plate                 |                   |                   |                  |                  |              | 2            |              |              |  |  |        |        |        |        |
|  | 1er C            | Newell's Old Boys (Rosario) | 2                 | 6                 |                  |                  |              |              |              |              |  |  |        |        |        |        |
|  | 1er C            | Newell's Old Boys (Rosario) | 2                 | 6                 | Rosario Central  | Rosario Central  | 5            | 0            |              |              |  |  |        |        |        |        |
|  |                  |                             |                   |                   | Rosario Central  | Rosario Central  | 5            | 0            |              |              |  |  |        |        |        |        |
|  |                  |                             | Racing (Córdoba)  | Racing (Córdoba)  | 1                | 2                |              |              |              |              |  |  |        |        |        |        |
|  | 1er B            | Argentinos Juniors          | Racing (Córdoba)  | Racing (Córdoba)  | 1                | 2                | 1            | 1            |              |              |  |  |        |        |        |        |
|  | 1er B            | Argentinos Juniors          |                   |                   |                  |                  |              |              |              |              |  |  |        |        |        |        |
|  | 2e A             | Racing (Córdoba)            | 1                 | 3                 |                  |                  |              |              |              |              |  |  |        |        |        |        |
|  | 2e A             | Racing (Córdoba)            | 1                 | 3                 | Racing (Córdoba) | Racing (Córdoba) | 4            | 3            |              |              |  |  |        |        |        |        |
|  |                  |                             |                   |                   | Racing (Córdoba) | Racing (Córdoba) | 4            | 3            |              |              |  |  |        |        |        |        |
|  |                  |                             | Independiente     | Independiente     | 0                | 5                |              |              |              |              |  |  |        |        |        |        |
|  | 1e D             | Instituto (Córdoba)         | Independiente     | Independiente     | 0                | 5                | 2            | 1            |              |              |  |  |        |        |        |        |
|  | 1e D             | Instituto (Córdoba)         |                   |                   |                  |                  |              | 1            |              |              |  |  |        |        |        |        |
|  | 2e C             | Independiente               | 1                 | 5                 |                  |                  |              |              |              |              |  |  |        |        |        |        |
|  | 2e C             | Independiente               | 1                 | 5                 |                  |                  |              |              |              |              |  |  |        |        |        |        |
|  |                  |                             |                   |                   |                  |                  |              |              |              |              |  |  |        |        |        |        |

## Bilan de la saison
| Championnat d'Argentine de football 1980                             |                                                                               |
| Champion                                                             | Metropolitano : River Plate (20e titre) Nacional : Rosario Central (3e titre) |
| Qualifications continentales                                         |                                                                               |
| Copa Libertadores 1981                                               | River Plate                                                                   |
| Copa Libertadores 1981                                               | Rosario Central                                                               |
| Promotions et relégations                                            |                                                                               |
| Promus en Championnat d'Argentine de football                        | Sarmiento (Junín)                                                             |
| Promus en Championnat d'Argentine de football                        | Instituto (Córdoba)                                                           |
| Relégués en Championnat d'Argentine de football de deuxième division | Quilmes                                                                       |
| Relégués en Championnat d'Argentine de football de deuxième division | All Boys                                                                      |
| Relégués en Championnat d'Argentine de football de deuxième division | Tigre                                                                         |